# Пасхалова-Мордовцева, Анна Никаноровна
Анна Никаноровна Пасхалова-Мордовцева (урождённая Залетаева, 1823—1885) — русская поэтесса, писательница и этнограф.

## Биография
Родилась в Саратове 27 сентября (9 октября) 1823 года в дворянской семье Залетаевых. Её отец, Никанор Петрович, служил в Саратовской конторе опекунства иностранных поселенцев, затем — в Казённой палате.
Родители дали дочери хорошее домашнее образование. Детство и юность Анны прошли в доме матери, где собирался кружок городской демократической интеллигенции. С 1842 года она начала писать стихи и статьи под псевдонимом А. Б-цъ.
Замуж вышла в 16 лет за директора Сенатской типографии Никандра Васильевича Пасхалова, с которым жила в Петербурге. В браке родились пятеро детей — Виктор, Клавдий, Александр, Михаил, Наталья. Никандр Васильевич умер в 1853 году, и Анна Никаноровна вернулась в Саратов, где через год вышла замуж за писателя и историка Даниила Лукича Мордовцева. В течение ряда лет Анна была ближайшей помощницей в его литературной деятельности. Но и этот союз распался в конце 1860-х годов.
Остаток жизни Пасхалова-Мордовцева уединённо провела в Саратове, изредка наезжая в Петербург и Варшаву — к детям. Писала стихи, в 1877 году опубликовала стихотворный сборник «Отзвуки жизни». Также посвятила себя этнографическим исследованиям, в результате ею были составлены и изданы «Былины и песни, записанные в Саратове» и «Русские народные песни, собранные в Саратовской губернии» (совместно с Н. И. Костомаровым).
Умерла в Саратове 21 декабря 1885 года и была похоронена на Воскресенском кладбище.
Её внучка — Пасхалова, Алевтина Михайловна — после гибели отца на войне, освобождавшего сербов от османского ига, воспитывалась бабушкой. Она была известной оперной и камерной певицей. Другая внучка — Пасхалова Анна Александровна (1869—1944) — драматическая актриса. Внук  — Пасхалов Вячеслав Викторович — музыковед, этнограф, композитор.